# 重版出来!
『重版出来！』（じゅうはんしゅったい）は、松田奈緒子による日本の漫画、またこれを原作としたテレビドラマ。小学館の『月刊!スピリッツ』にて2012年11月号から2023年8月号まで連載された。コミックスは全20巻。
舞台の中心は週刊コミック誌の編集部。新人女性漫画編集者・黒沢心を主人公に、“作品は漫画家だけの力では売れない現実”をリアルに描いている。タイトルの重版出来は、初版と同じ版を使用・同じ判型・装丁にて刷り増すこと。
2014年、日本経済新聞「仕事マンガランキング」第1位を獲得。2017年1月23日、第62回「小学館漫画賞」（一般向け部門）受賞。
2016年4月期にTBSテレビ系でテレビドラマ化された。

## あらすじ
幼いころから柔道に打ち込んできた主人公・黒沢心。オリンピック日本代表の呼び声も高かったが、怪我がもとで選手生命を絶たれたため柔道から退き、就職を決意した。大手出版社・興都館の就職試験を受けた志望動機は、子どものころに柔道を扱った漫画を胸を熱くして幾度も読み返し、それがきっかけで柔道を始め、情熱を傾ける青春を送れたことが何より大きい。かつて自分がそうであったように、読者が“何か”を得るような「漫画」を作りたいと熱意を語り、採用される。入社後、週刊コミック誌『バイブス』編集部に配属され、編集者として歩き出す。

## 登場人物
黒沢 心（くろさわ こころ）
大手出版会社・興都館の発行する週刊コミック誌『バイブス』編集部に配属された新人編集者。日体々大学出身で、女子柔道のオリンピック強化選手だった。第一印象からも見て取れる意志の強さが現れた表情や、小柄だが屈強な体格、丸く大きな餃子耳から「小熊」とあだ名をつけられる。性格は実直で素直、明朗で前向き。誰に対しても敬意を持って接し、どのような地味で骨の折れる作業にもやり甲斐を感じるが、先輩達に盲従するだけでなく、意見をはっきりと述べる強さもあり、また、理不尽や納得のいかない事柄にも正対して時には涙を流すこともある。自身が柔道を断念すると言う“挫折”を経験していることもあり、単なる同情でなく弱者に寄り添う優しさも併せ持つ。刷りたての誌面や、漫画家の仕事場に漂うインクや墨汁の匂いが好きで嗅ぐ癖がある。嘉納治五郎が創始した講道館の指針である「精力善用」「自他共栄」がモットー。
五百旗頭 敬（いおきべ けい）
『バイブス』所属の編集者、デスク。心の先輩にあたり、新人教育指導係を任される。理性的で的確に仕事をこなし、また、漫画家からも信望が厚いため次期編集長候補の一人に数えられている。肩に掛かる長さの髪をハーフアップやお団子ヘアにまとめたヘアスタイルが特徴的。普段はカジュアルな服装だが、部数決定会議の時は“部決スーツ”と称したスーツ姿で気合いを入れて臨む。
和田 靖樹（わだ やすき）
『バイブス』の編集長。熱烈な阪神タイガースファンで、その勝敗によって機嫌が変わる。ライバル誌打倒に熱意を滾らせている。豪放磊落で作家に思い入れるタイプであり、営業部とは衝突しがち。パソコンに疎い。
小泉 純（こいずみ じゅん）
『バイブス』の営業担当。自身がやりたかった仕事（情報誌の編集）と違う部署に配属されたこともあり、仕事に対して意欲が沸かない。以前より配属転置を希望しているが未だに辞令はない。存在感が薄いため、営業先の書店員らは「ユーレイさん」と呼んでいる。営業の勉強として編集部から派遣された心とともに『タンポポ鉄道』の新刊をプッシュするため営業活動を行う。色々なアイデアや手間を惜しまずに積極的にアプローチする心を当初は快く受け入れていなかったが、書店側がその申し出に賛同して手作りの特設コーナーやPOP広告を設置してくれる様を目の当たりにして、それまで他人を羨むばかりで労力を惜しんでいた自身の内面を恥じ入るとともに、頑なだった気持ちが解けた。靴底が擦り減るほど自らの足で回った営業活動は徐々に実を結び、『タンポポ鉄道』は重版出来となった。

## 書誌情報
- 松田奈緒子『重版出来！』 小学館 〈ビッグコミックス〉、全20巻
  1. 2013年3月29日発売[6]、ISBN 978-4-09-185040-9
  2. 2013年9月30日発売[7]、ISBN 978-4-09-185416-2
  3. 2014年3月28日発売[8]、ISBN 978-4-09-186029-3
  4. 2014年9月30日発売[9]、ISBN 978-4-09-186399-7
  5. 2015年4月10日発売[10]、ISBN 978-4-09-186826-8
  6. 2015年10月9日発売[11]、ISBN 978-4-09-187256-2
  7. 2016年3月30日発売[12]、ISBN 978-4-09-187499-3
  8. 2016年8月30日発売[13]、ISBN 978-4-09-187778-9
  9. 2017年4月12日発売[14]、ISBN 978-4-09-189436-6
  10. 2017年10月12日発売[15]、ISBN 978-4-09-189657-5
  11. 2018年5月11日発売[16]、ISBN 978-4-09-189872-2
  12. 2018年12月12日発売[17]、ISBN 978-4-09-860144-8
  13. 2019年6月12日発売[18]、ISBN 978-4-09-860312-1
  14. 2020年2月12日発売[19]、ISBN 978-4-09-860540-8
  15. 2020年8月7日発売[20]、ISBN 978-4-09-860693-1
  16. 2021年3月12日発売[21]、ISBN 978-4-09-860862-1
  17. 2021年9月10日発売[22]、ISBN 978-4-09-861143-0
  18. 2022年4月12日発売[23]、ISBN 978-4-09-861272-7
  19. 2022年12月12日発売[24]、ISBN 978-4-09-861482-0
  20. 2023年8月9日発売[25]、ISBN 978-4-09-862541-3

## テレビドラマ
2016年4月12日から6月14日まで毎週火曜日22時00分 - 22時54分に、TBS系の火曜ドラマ枠にて放送された。黒木華は本作がテレビドラマ初主演となる。全10話構成で各エピソードごとに中心人物を変えて描いている。
漫画を原作としたドラマの多くが登場人物の設定などに改編が加えられて別作品と化すことが多い中、本作は原作のストーリーを比較的忠実に再現している。
ドラマの舞台が漫画を中心とした編集部である性質上、劇中には多くの雑誌や原稿が登場する。特に漫画作品はリアリティを重視し、原作者の松田が手掛けたネームを基に、藤子不二雄A、河合克敏、村上たかし、のりつけ雅春、田中モトユキ、ゆうきまさみ、白川蟻んといった現役の漫画家が執筆したものを、劇中の作家の作品として使用する。なお、それらの作品は放送後に公式サイトにて公開されている。また同人誌即売会のシーンでは、実在する即売会であるCOMITIAをセット内に丸ごと再現しており、全編で撮影協力している小学館だけでなく講談社、KADOKAWAからも実在の雑誌も登場させている。
視聴率は伸び悩んだが、データニュースによる満足度調査では第9話で同期ドラマ最高値、平均でも全体3位を記録、最終話放送時はTwitterのトレンドを関連ワードが占領した。
なお『火曜ドラマ』は本作より、直前番組『マツコの知らない世界』との接続がステーションブレイクレス編成に変更された。

### キャスト

#### 『バイブス』編集部・興都館関係者
黒沢 心（くろさわ こころ）
演 - 黒木華（幼少期 : 松田苺）
本作の主人公で、漫画雑誌『週刊バイブス』の新人編集者。日本体育大学出身。
素直で真っ直ぐな性格でお節介。担当作家でなくても、他の漫画家に何か問題があると、何とか解決しようと突っ走ってしまう傾向があり、度々同僚に止められている。
第1話にて五百旗頭に連れられて高畑一寸の許を訪れ、第3話で五百旗頭から引き継ぎ正式に高畑一寸の担当編集者となる。
第4話では同人誌即売会『COMITIA』の出張漫画編集部で心が所属する『バイブス』に持ち込みしに来た中田伯という新人を発掘する。その時は絵が他の漫画家と比べド下手だったが、中田が描く漫画から溢れ出る不穏さに何かを感じ、担当する事となった。最終的に中田のデビュー作品『ピーヴ遷移』を重版にまで持ち込む。
五百旗頭 敬（いおきべ けい）
演 - オダギリジョー
『バイブス』副編集長で、心の指導係。担当は三蔵山龍、大塚シュート。心に引き継ぐまで高畑一寸を担当していた。常に平常心を保つよう心掛け、声を荒らげるようなことは滅多にない。しかし状況によっては、相手を慮り自身の感情を抑えた言動が裏目に出て、冷徹と受け取られてしまうこともある。離婚経験あり。
入社当初は文芸部の所属で、任せられた仕事が社長・久慈が大切にしている「宮沢賢治詩集」の再編であった。その折に久慈から聞かされた生い立ちや“本”に対する想いに感銘し、その姿勢を尊敬している。以来、久慈が信条としている善行の積み重ね≒運を蓄える、を自らも実践している。
小泉 純（こいずみ じゅん）
演 - 坂口健太郎
興都館コミック営業部で、『バイブス』作品の営業を担当する。入社時に希望した部署に配属されず、3年間転属願いを出し続けても叶わず、仕事に覇気がなかった。営業先では「ユーレイ」とまで呼ばれる程、存在感は希薄であった。しかし、心のサポートを得て、地味で根気の要る営業活動の末「タンポポ鉄道」をヒット作に押し上げたことで、入社以来初めて味わう達成感に感じ入った。以来、“仕事”に対する姿勢や意識が変わり始めた。
第三話以降では心に想いを寄せている事を窺えるような描写が幾つかある。
和田 靖樹（わだ やすき）
演 - 松重豊
『バイブス』編集長。阪神タイガースの熱狂的ファンで負けると機嫌が悪い。なんでも野球に当てはめる癖があり、なんでも柔道に当てはめる心とは、ある意味息が合う。
かつて『コミックFLOW』の副編集長を務め、当時の安井の編集業に対する情熱と苦悩を目の当たりにしており、後の安井のスタンスに対しても理解し信頼している。
壬生 平太（みぶ へいた）
演 - 荒川良々（幼少期 : 森遥野）
陽気で威勢のいい『バイブス』編集者。担当は成田メロンヌ。漫画への愛は編集部内でも随一。心とは食の趣味が合う。食べ物をモチーフにしたプリントTシャツを好んで着用している。
幼少期より優秀な兄と比較されたり、友人らにからかわれることが多かった。それらのコンプレックスや孤独感から現実逃避するように漫画に夢中になり、挫けそうな気持ちを支えてくれる心の拠り所にしていた。
菊地 文則（きくち ふみのり）
演 - 永岡佑
『バイブス』の編集部と契約しているフリーランスの編集者。担当は八丹カズオ。個性の強い『バイブス』編集部の面々と比べると物腰も柔らかく大人しい印象であるが、内に秘めた漫画への情熱は、誰にも引けをとらない。
以前は興都館社員で『コミックFLOW』の編集部に所属していた。『コミックFLOW』廃刊とともに版権部へ異動の内示を受けるが、八丹の担当編集を続けたいとの思いで興都館を退職し、フリーランスに転身した。巨人ファンだが和田の手前、秘密にしている。
安井 昇（やすい のぼる）
演 - 安田顕
『バイブス』のベテラン編集者。担当はオーノヨシヒト、タマルハイツ。数字のみを評価する実利主義者で、成果を出すため非情に徹し、時には他者の手柄を横取りしたり、漫画家に対し無茶な指示を出したりするため、“ツブシの安井” “新人ツブシ”の悪名がある。しかし“利益を生む漫画”を見定める仕事ぶりは目覚ましく、ヒット作を数多く送り出している。ボーダー柄の服を好んで着用。
“編集業はビジネス”と言うスタンスを貫いており、常にドライで感情に流されず、誰に対しても冷淡で、仕事に関してはどちらかと言えば非協力的。そのため、彼の担当した漫画家は全員、その後廃業したり移籍したりしている。一方で、家族に対しては良き夫・良き父であり、SNSのミニブログでは、家族愛に溢れた写真満載のアカウントを持ち、頻繁に更新している。また匿名で「編集者残酷物語」のアカウントも作っており、彼の本心を垣間見ることができる。
かつて『コミックFLOW』の編集部に所属し、心と同様、漫画家との信頼関係を築き情熱を持って編集業に励んでいたが、廃刊決定を機にその信頼関係が破綻。会社の上層部が求める成果を出せず、漫画家や一会社員たる編集者の拠り所である雑誌とその編集部を失い、それまで注いだ情熱が無駄になり、また仕事優先で家庭を顧みなかったため家族崩壊の危機にも陥った苦い経験から、漫画家や雑誌を守るべく割り切った冷徹な編集姿勢へと切り替え、仕事より家庭を優先し、黒字を出し続けることを最重視するようになった。そのため、時に漫画家から罵倒され傷つくことがあっても、涙を堪えて冷静を装う。時折、かつて仕事に情熱を注いでいたころのことを思い出しては、冷徹な現在の自分の仕事ぶりをどこか寂しく自嘲している。
久慈 勝（くじ まさる）
演 - 高田純次（青年期 : 平埜生成）
興都館社長。心の入社面接の日に清掃員のいでたちで館内を巡回していた。人物を見る眼力は鋭く定評がある。「諸分野の勝負師と呼ばれる者は、揺るぎない体軸が一本通っていて不測の事態にも正対して切り抜けられる武運を持っている」と考えており、そのような人材が出版業界にも必要だと思っている。心を初めて見かけた時にその直感が働き、最終面接に挑んでいた心を試してみようと掃除用具を振りかざして襲撃するも、臆することなく反射的に対応した心に背負い投げされる。
とある炭鉱町の出身で、医者を志望し中学の担任からも高校進学を勧められていたが、貧しい家庭故に進学を諦め炭鉱夫となり、喧嘩と博打に明け暮れる日々を送っていた。しかし金欲しさに脅した老人（後述）から諭され、不良グループと決裂するに至り、上京。就業先の町工場の同僚から貰った宮沢賢治詩集に感銘を受け、それ以降頻繁に図書館で様々な本を借り、寸暇を見付けて読書に没頭。そして一念発起し、大検を受験して大学に入学・卒業した後、興都館へ入社する。「本が私を人間にしてくれた」「たった一冊の本が人生を変えることもある」と常に本への感謝を抱いており、その“恩返し”のためにより多くの読者へ本を届けたいとの信念を持つ。
年に1回、古紙のリサイクルセンターを訪れ、自社において廃棄処分になった新刊本の最後を見届け、それを自身への戒めとしている。
岡 英二（おか えいじ）
演 - 生瀬勝久
興都館コミック営業部部長。和田とは同期入社だが、片や営業部、片や編集部と、「部数決定会議」では立場上とかく和田とは対立しがちである。しかし、良い漫画を見抜く力は和田にも引けを取らず、日頃の用心深さとは打って変わり大々的なキャンペーンを仕掛け、和田を感服させることもある。入社時から自ら経験した戦略や些細な情報をも手帳（通称・忍法帳）に手書きで書き留め、活用し続けている。営業という仕事に誇りを持って取り組んでおり、覇気のない部下の小泉に痺れを切らすこともあるが、そんな小泉を決して切り捨てず、厳しく、そして根気よく指導を続ける。
栗田
演 - 小松利昌
営業部。
伊東
演 - 中村無何有
営業部。

#### 漫画家・アシスタント
三蔵山 龍（みくらやま りゅう）
演 - 小日向文世
単行本売り上げ部数30万部以上を誇る『バイブス』の看板漫画家。デビューから40年、第一線を退くことなく活躍し続ける大御所であるが、偉ぶることもなく穏やかで温和な性格であり編集者やアシスタントに慕われている。ただし、仕事に対しては大変厳しく自己管理を徹底している。アシスタントのネーム指導にも熱心で、仕事に厳しい人柄からアシスタントに対するネーム評価も厳しいが、その難関を超えてプロデビューした“三蔵山門下生”は皆ヒット作を持つ実力派の人気漫画家となっている。
アシスタントの神原が、デビューの機会を得られないことへの不満から送りつけたFAXを見て、デビュー以来初めて休載するほどの精神的ショックを受けるが、心のアドバイスにより立ち直った。その後は従来の手描きの作画方法に加えデジタル機器も取り入れ、精力的に作品を送り出している。
「ドラゴン急流」は、“ドラゴンシリーズ”の一篇。およそ30年にわたるシリーズで累計発行部数は800万部を突破している。その功績を認められ「ドラゴン急流」は第73回近代芸術文化賞・マンガ部門大賞を受賞した。受賞記念パーティーの壇上で本作品の完結を以ってシリーズに終止符を打つと表明。「すわ引退か」と、どよめく会場に三蔵山は、完全新作の執筆を高らかに宣言。後進の漫画家や新たな才能に敬意を示した上で、老年になった自分もまだまだ挑戦し続けるのだと目を輝かせて言葉にした。
心については、作家の才能を見抜いて伸ばす力を高く評価している。
作中作「ドラゴン急流」および各ドラゴンシリーズの作画担当はゆうきまさみ。
高畑 一寸（たかはた いっすん）
演 - 滝藤賢一
デビュー作「ツノひめさま」が10年の長期連載を誇る人気漫画家。人気実力ともに申し分なく、作品はアニメ化され、海外にもファンが多い。所有しているクレジットカードは最上位グレードのブラックカードで、スタイリッシュな調度品で整えた部屋に住み、外食は高級食材を扱う有名店を選ぶ。それらの潤沢な生活ができるのは漫画を描き続けているからと言う自覚はあり、そのためか原稿を落とすことはほとんどない。
しかし、ひとたび私生活が乱れるとそのまま仕事に影響が出る傾向にあり、過去にも恋人とのトラブルが「ツノひめさま」の展開に悪い影響を与えたこともある。現在も同棲中の恋人・梨音に振り回され、彼女が高畑の気を引こうと家出するたびに『バイブス』編集部も巻き込み大騒ぎとなる。ブランド好きで浪費家の梨音のおねだりには値札を見ることなく何でも買い与えている。
ライバル誌である『週刊エンペラー』の見坊から「本当に描きたい漫画を描きましょう」と勧誘され、それを知った五百旗頭に「『ツノひめさま』は“本当に描きたい漫画”ではない」と告白。梨音を追い出してまで『エンペラー』への移籍に意欲を見せるものの、『エンペラー』用のネーム構想は捗らず、自身の内心に息衝き、創作意欲を湧き上がらせる「ツノひめさま」が“本当に描きたい漫画の上を行く漫画”だと気づき、最終的には見坊の勧誘を断った。
作中作「ツノひめさま」の作画担当は河合克敏。
成田 メロンヌ（なりた メロンヌ）
演 - 要潤
漫画界一と評判のイケメン漫画家。下ネタも少々含むシュールなナンセンスギャグ漫画を描いているが女性ファンも多い。豪気で大胆な絵柄やギャグと対極にあるような、繊細で落ち込みやすい性格の持ち主。週の大半を仕事場で孤独な作業に追われて過ごしていることもあり、世間の風潮や感覚、読者の求めているものを掴みきれず、分かりにくい独自のギャグを盛り込んだ漫画を送り出していた。その結果、読者アンケート順位は下がり続け6週連続最下位を記録、ついに打ち切りを宣告された。そのことで一時は担当の壬生といさかいを起こしたが、打ち切りの原因を分析し進言した壬生と和解し心機一転、新作に意欲を見せるようになる。新作「豆は豆でも大きいほうだ!!」の連載が決定、それに伴いCOMITIA会場の『バイブス』ブースでサイン会を行った。その表情には以前のような明るさが戻っていた。
作中作「黄昏ボンベイ」の作画担当はのりつけ雅春。
八丹 カズオ（はったん カズオ）
演 - 前野朋哉
漫画家。三蔵山の元アシスタント。かつて『コミック FLOW』に読切作品「タンポポに乗せて」が掲載されてプロデビューをしたが、雑誌が廃刊になったため憂き目をみる。その当時からの担当編集者である菊地の力添えもあり、『バイブス』に移籍して連載を始めることになった。『バイブス』では「タンポポ鉄道」を連載中。絵柄は穏やかで柔らかいタッチ、ストーリーも心温まる内容だが突飛なものではないため、瞬発的な人気を得られず低迷していた。しかし第2話で、作品を一読した営業部部長の岡の心を動かし、今期一推し作品のひとつに加えられた。心や小泉の営業努力もあって、口コミで評判が広がり単行本の売り上げも右肩上がりに伸びて、重版出来に繋がった。
妻と幼い子供がおり、慎ましやかな生活を送っている。第1話で師匠の三蔵山から尋ねられ「オワコン」の意味を教えるが、三蔵山が一部の読者から「オワコン」と評されていたことは知らなかった。
作中作「タンポポ鉄道」「タンポポに乗せて」の作画担当は村上たかし。
中田 伯（なかた はく）
演 - 永山絢斗
新人漫画家。アルバイトの傍ら独学で描いた漫画原稿を様々な出版社に持ち込んでいたが、未清書かつ画力が低かったため断られ続けていた。その原稿を『バイブス』編集部に持ち込んだ際、漫画家に必要な天性の才能・素質が備わっていると直感した心が担当に付くこととなる。
画力は粗削りで技術も未熟、作画に必要な知識もほとんど持っていないが、本人に自覚はなかった。そのため壬生は陰で「中田ド下手伯」と呼び揶揄する。しかしストーリーの練り方や独特のタッチは読む者を惹きつけ、原稿を見た三蔵山も「下手なのは絵だけ」と高く評価。バイトの傍ら三蔵山の下で作画技術を学び、持ち込み原稿を新人賞向けに練り直すことになる。
完成作は『バイブス』新人賞選考会議の場で、画力の低さに相反する完成度の高いストーリーのため評価が分かれたが、紛糾の末に新人賞に決定。漫画家を目指す自身に真摯に向き合い、新人賞へ導いてくれた心を「女神」と呼び感謝の笑顔を見せた。後日、受賞作が掲載された『バイブス』本誌で他の掲載作を読んでようやく自身の未熟さに気づき、掛け持ちしていたバイトを辞め三蔵山のアシスタントに専念し、受賞作の連載化に必要なスキルを身につける決意をした。
非常に複雑な家庭環境で育ったことが示唆されており、そのため感情の起伏に乏しい。他人に心を閉ざし、配慮に欠けた率直すぎる辛辣な発言で周囲を傷つけることも多い。特に母親≒女性に対してトラウマがあり、面倒見の良い女性に戸惑いと拒否を示す。
大塚シュートの作品を「つまらない凡作」と言い放つ一方で、沼田のネームを高く評価しており、大塚がプロデビューを果たし沼田が漫画家を諦めたことに納得がいかず、思い悩みスランプに陥る。これを機に、他人に目を向け個性を観察することを意識しはじめ、街中に出てスケッチを試みるなど、努力を重ねる。連載化作の主要女性キャラクターにふさわしい容姿や設定が思い浮かばず行き詰まっていたが、興都館ロビーで偶然出会った後田アユにインスピレーションを受けて克服し、連載化作「ピーヴ遷移」の原稿を完成。連載決定の報告を受けた際には喜びのあまり奇声をあげ、「生きてて良かった」と涙を浮かべた。
「ピーヴ遷移」は連載開始直後から話題となり、半年が過ぎるころには『バイブス』の人気作品のひとつとなるが、中田自身はアンケート順位や評価に興味がなく、編集部が手配したアシスタントも半ば放置して、睡眠も食事もほとんど摂らず、心身を削るように作画に没頭し続ける。案じる心の助言も聞き入れず口論になるが、自らの頑なさは自覚しており、三蔵山の元を訪れ苦悩を吐露した。説教でもなく叱責するでもない三蔵山のさりげないアドバイスの言葉や視野の広さに感じ入るものを見出し、自分の心根と向き合う。
「ピーヴ遷移」コミックス第1巻は発売前から期待の声が高く、発売記念サイン会の開催が決定するものの、中田自身は当初は乗り気でなかった。しかし会場に連れ出され、設置されたブースや歓喜の表情で待つファンを目の当たりにして、自身の作品に対する世間の評価を肌で感じ、ようやく心の助言が腑に落ちる。サイン会終了後、同日開催された三蔵山の授賞パーティーに駆け付け、三蔵山の受賞の挨拶に感銘を受け、自身も自己管理を怠らず、長くプロの漫画家でありたいと願うに至った。「ピーヴ遷移」は順調に売り上げを伸ばし、僅か数日で重版出来が決まった。
作中作「ピーヴ遷移」の作画担当は松田奈緒子（持ち込みver.）、ひなた未夢（新人賞ver.）。
東江 絹（あがりえ きぬ）
演 - 高月彩良
新人漫画家。大学のサークル活動でBL漫画を描いており、またウェブコミック投稿サイトでも「キヌー」のペンネームで活動していた。画力は高いが、設定やネームなどの構成力に難がある。真面目な努力家だが自分に自信がなく、その性格ゆえにプロデビューは叶わない夢だと思っていたが、心との出会いを機にプロデビューを志すようになる。しかしネームに行き詰まり、就職するべきか漫画家を志すか苦悩している折、「キヌー」に目を付けていた安井から、人気小説「ガールの法則」のコミカライズでデビューするよう持ちかけられ、就職を急かす母親との確執も相まって一刻も早くプロデビューしたい焦りと、心が新人編集者であることへの不安から、安井の申し出を受け入れる。数か月後、中田伯と同じ号に掲載され同期デビュー。安井の手腕も功を奏し、コミカライズ版「ガールの法則」は順調に売り上げを伸ばすが、安井の一方的かつ無機的な態度から、自分は酷使されるだけの道具でしかないと思うようになり、次の仕事を用意した安井の申し出を断り、決別する。親身になってくれていた心の手を放したことを後悔しており、心と再会した際に謝罪する。その後は派遣社員として仕事をしながら、漫画を描き続けている。
作中作「東の賢者と西の銃」「ガールの法則」の作画担当は白川蟻ん。
大塚 シュート（おおつか シュート）
演 - 中川大志
新人漫画家。本名は大塚翔。『バイブス』編集部に自ら持ち込んだ作品が見込まれ、五百旗頭が担当として付くことになり、サッカー漫画「KICKS」でプロデビューを果たす。「KICKS」第一巻が書店に並んだ際には「この光景を忘れない」と感激の声を発した。しかし、評価を気にしてネットで検索したところ「良い人しか出てこない偽善漫画」など、芳しくない感想を見たことでスランプに陥る。しかし「僅かでも他人の良いところを見出そうとする」彼自身の前向きな性格の現れから成るものだとわかり、今まで通り自分に正直な漫画を描き続けると自らを奮い立たせる。
作中作「KICKS」の作画担当は田中モトユキ。
古館 市之進（ふるだて いちのしん）
演 - ティーチャ（めいどのみやげ）
新人漫画家。78歳という老齢で、元は林業を営んでおり、老後の余生にかつて憧れた漫画家への道を選んだ異例の新人。大手出版社数社に持ち込みをしては断られ続けており、『バイブス』でも対象読者層向けの作品ではないと判断した心に丁重に断わられた。しかし、老齢であっても“新人”には変わりなく、可能性の芽を摘むのは漫画編集者としてあるまじきことだと思いなおした心から、中高年層向けの雑誌を扱う他社をリストアップしたメモを手渡される。数ヶ月後、古舘の漫画は口コミで人気に火が付き異例のヒット作となった。和田は、古舘が以前『バイブス』へ原稿を持ち込んだ老人だと知ると、地団駄を踏んだ。
作中作「すうべにいる」の作画担当は松田奈緒子とおおつぼマキ。
加藤 了（かとう りょう）
演 - 横田栄司
かつて同社の雑誌『コミックFLOW』に連載し安井が担当していた人気漫画家。元々は別の雑誌に連載を持っていたが、安井の情熱に負けて『コミックFLOW』での連載を引き受けた。安井とはお互いに信頼し合っていたが、同誌の廃刊をきっかけに亀裂が生じ、安井を担当から外すことを条件に連載漫画の移籍を承諾した。
主に野球漫画を手掛ける。
作中作の作画担当はおおつぼマキ。
牛露田 獏（うしろだ ばく）
演 - 康すおん
20年前にタイムスリップもののギャグ漫画「タイムマシンにお願い」を大ヒットさせた天才漫画家。本名は後田博。当時は高級クラブで札束をばらまくほど裕福だったが、その後は新たな作品を出せずにフェードアウトした。築いた富を株の投資の失敗などで蕩尽したために現在の生活は困窮しており、生活保護を受けながら、娘のアユと二人でアパート暮らしをしている。しかしプライドを捨てきれず酒浸りの毎日で、永年の不摂生のために真っ直ぐな線すら描けなくなっており、娘からも愛想を尽かされている。
「漫画は紙で読むものである」という考えに固執しており、また、自身のヒット作である「タイムマシンにお願い」を「俺の魂」と称するほど大切にしているため、同作品の電子書籍化の使用許諾を和田が懇請しても、頑なに拒み続けた。しかし娘アユを通して亡妻・祥子が自分の漫画を愛していた事を思い出し、また15年前の亡妻の言葉を偶然知った和田から聞かされて感極まり、ついに電子書籍化を承諾、娘とも和解する。
作中作「タイムマシンにお願い」の作画担当は、藤子不二雄A。ドラマ用に描き下ろされた他の作中作とは異なり、藤子Aの既存作を流用している。
山縣 留羽（やまがた るう）
演 - 内田淳子
10年ぶりに新作を発表した人気少女漫画家。巷では「少女漫画界の神」とも呼ばれており、ファンからの愛称は「るうるう」。書店員の河は「山縣の漫画で人生が変わった」と声にして憚らないほどの熱烈なファンである。それを聞いた小泉が彼なりの言葉でその逸話を綴り、先輩経由でファンレターを送った。後日、山縣自ら勤務中の河のもとを訪れ、河を感極まらせる。
作中作「100万オトメバイブル」「音の作法」の作画担当は、いくえみ綾。
井上 桂二（いのうえ けいじ）
『バイブス』のライバル誌『週刊エンペラー』で大人気漫画「ヒッチポッチ」を連載する漫画家。
元は『バイブス』で五百旗頭と組んで連載していたが、五百旗頭と共に立ち上げた「ヒッチポッチ」の企画を前編集長に却下されたため、企画ごと『エンペラー』へ移籍した。そして「ヒッチポッチ」の大ヒットにより『エンペラー』を代表する看板作家となる。
沼田 渡（ぬまた わたる）
演 - ムロツヨシ
三蔵山のチーフアシスタント。大学時代に新人賞を獲得し、漫画家を志望して20年近く、幾度も編集部に作品やネームを持ち込んでいるが連載に繋がらず燻っている。しかし漫画の世界から離れる覚悟もできず、アシスタントの仕事を続けている。
画力向上のため三蔵山のアシスタントとなった中田の才能を目の当たりにし、長年プロデビューできない自分との差に思い悩む。悩んだ末、ある夜盗み見た中田のネームノートに圧倒されて、彼のネームノートを心ならずも汚したばかりか、師の三蔵山に動揺を見抜かれてしまう。ネームノートは、真相を知った三蔵山から「誤ってインクをこぼしてしまった」と中田に返されたが、彼自身は嫉妬と後ろめたさから中田に冷たい態度で接するようになる。その後、長年描き溜めていたネームノートを中田に勝手に読まれ、今まで誰も読み取ってくれなかった作品の本質を見抜かれたうえ、自分にはまだ描けない作品だと絶賛される。嫉妬するほどの才能の持ち主に自身の作品を“理解”されたことにより、漫画への未練を断ち切ることを決意。40歳の誕生日にアシスタントを辞めて、実家の酒屋を継ぐ。アシスタントを辞める日に、ネームのノートにインクをこぼしたのが自分であると、自ら中田に明かし謝罪した。
最終話、三蔵山の近代芸術文化賞受賞記念パーティーには、実家で扱っている日本酒の中で一番上等な酒「純米大吟醸酒“粋心”」の樽酒を持って駆けつけた。その際、酒のイベントで知り合った女性との結婚が決まったと報告している。
棚橋（たなはし）
演 - 今井隆文
三蔵山のアシスタント。同時期放送のテレビドラマ『99.9-刑事専門弁護士-』第7話にも、本作とのコラボレーションの一環として登場している。
栗山（くりやま）
演 - 椿直
三蔵山のアシスタント。
神原（かんばら）
演 - 松嶋亮太
三蔵山のアシスタント。漫画家を志しているが、三蔵山から認められないためプロデビューの機会が得られず、フラストレーションが鬱積し、第1話時点ではネーム制作もアシスタント仕事も雑になっている。三蔵山のように何年も連載枠を押さえている漫画家がいるために、新人に掲載のチャンスが巡ってこないのだと三蔵山を逆恨みし、三蔵山の悪評を書き連ねたインターネット掲示板のコピーを仕事場のFAXに送り付け、三蔵山を精神的に追い詰める。
田町 幹夫（たまち みきお）
演 - 斎藤司（トレンディエンジェル）
職業は自称「絵師」。『バイブス』編集部に自ら作品を持ち込む。10年前に一度ライバル誌『週刊エンペラー』に読み切りが掲載され担当がつくが、連載漫画の掲載には至っておらず、業を煮やして『バイブス』編集部を訪れた。態度が横柄であり、自分に連載のチャンスが訪れないのは、出版社側に見る目が無いのだと決め付けている。
新橋 タモツ（しんばし タモツ）
演 - 足立理
漫画アシスタント。『バイブス』編集部に自ら作品を持ち込む。しかし何を聞かれても返事が曖昧で、編集者と漫画家のコミュニケーションを重視する心からは不安視された。
中田のアシスタント
演 - 田中聡元、船崎良
「ピーヴ遷移」の連載に伴い編集部が中田に付けたアシスタント。しかし中田から指示なく放置されて戸惑う。

#### 『バイブス』編集部員の関係者
ミサト
演 - 野々すみ花
小料理屋「重版」を営む女将。興都館の歴史に明るく、五百旗頭ら興都館の常連たちを常に暖かく迎える。
河 舞子（かわ まいこ）
演 - 濱田マリ
心が新人研修で出向した書店に勤務する書店員。心が興都館の新入社員研修時代に河が勤務する書店に一時配属されていたころから心に対して好意的であり、的確で情熱に満ちたアドバイスを与える。仏像マニア。
その独特な嗜好のため、少女時代は周囲から浮いており悩んでいたが、14歳のとき読んだ山縣留羽作品によって、それを自身の個性として自信を持つに至り、以来、山縣留羽の熱烈なファンになった。
沙羅（さら）
演 - 武田梨奈
心が体育大学柔道部に所属していた時のチームメイト。ともに励まし、高め合った仲間のひとり。心が柔道から引退したことを憂えていたが、持ち前の笑顔で仕事に取り組んでいる姿に涙を滲ませて喜んでくれる親友。リオ五輪の代表選手に選出されている。
ツカサ
演 - 富山えり子
心が体育大学柔道部に所属していた時のチームメイト。明朗快活な性格でチームのムードメーカー。
木俣（きまた）
演 - 中江有里
心と小泉が営業部の販促活動で訪れた書店「BOOKS SANSEIDO」の店員で、コミック担当長。
真中
演 - 矢嶋俊作
「BOOKS SANSEIDO」の店員、鉄道担当長
野呂 ダイスケ（のろ ダイスケ）
演 - ヒャダイン
売れっ子の装丁デザイナー。大塚シュートの「KICKS」、中田伯の「ピーヴ遷移」のコミックス化に際し、装丁を引き受ける。
作中作「KICKS」「ピーヴ遷移」単行本の装丁は関善之（ボラーレ）が手掛けた。
安井 まさみ（やすい まさみ）
演 - 内田慈
安井の妻。
安井 じゅりあ（やすい じゅりあ）
演 - 齋花漣
安井の娘。
北野 勉（きたの つとむ）
演 - 梶原善
和田の高校時代からの旧友。地元岐阜県で100年続く「キタノ書店」の4代目店長。個人経営の書店は何処も経営が芳しくなく、キタノ書店も例外ではないため、店を畳みたいと考える一方で、客が一人でもいる限り店を続けたいという意志がある。
15年前に大人気漫画家だったころの牛露田が、新婚旅行を兼ねた休暇で祥子夫人と共に偶然キタノ書店へ立ち寄ったことがあり、その際に祥子夫人から聞いた言葉が、「タイムマシーンにお願い」電子書籍化の大きなカギとなる。

#### 漫画家の関係者
梨音（りんね）
演 - 最上もが（でんぱ組.inc）
高畑の恋人。元読者モデルで自分の容姿に自信を持っているギャル。非常にわがままな性格で、高畑の潤沢な財産に依存し、贅沢三昧の生活を送っている。常に恋人の気を惹きたくて露出度の高い服を身につけボディタッチも多い。高畑の仕事が忙しく時間に追われる状況でも、自分を中心に据えて貰わないと気が済まず、家出をしたり悪戯を仕掛けることも多い。最近では、少なくとも月に一度、高畑の原稿提出の締め切り前のタイミングで家出しており、高畑だけでなく、担当の心や『バイブス』の編集部の悩みの種となっている。
高畑が『週刊エンペラー』の見坊の引き抜きを受けたことについて、『バイブス』よりも高いギャラを支払うという見坊からの提案を耳にして当初は移籍するよう促したが、高畑が新たな作品の構想を練るためこれまで以上に仕事に没頭するようになった際にも、漫画家としての人生を左右する事案に真剣に悩んでいることを考慮せず、自分を最優先することを強要する態度を取り続けたために、遂に高畑の怒りを買って「悪戯で気を引こうとすることしか出来ないのなら出ていけ」と三行半を突き付けられるも、最後まで悪びれたそぶりも見せず、荷物をまとめて高畑の家から飛び出した。
三蔵山 時枝（みくらやま ときえ）
演 - 千葉雅子
三蔵山の妻。夫の担当編集者にも好意的で、アシスタントたちの面倒見も良く慕われている。しかし面倒見の良い女性にトラウマを持つ中田から拒絶され、戸惑いを見せた。
金子 怜子（かねこ れいこ）
演 - 横澤夏子
東江絹が所属する聖フランチェスカ女子大学「黒百合まんが部」の25代部長。絹にデビューの可能性が見えて来た時、積極的に応援した。
東江 芳子（あがりえ よしこ）
演 - 中島ひろ子
東江絹の母。娘には安定した企業に就職をして欲しいと望んでいるが、娘のコミカライズ版デビュー作「ガールの法則」が『バイブス』に掲載された時は、素直に祝福した。
後田 アユ（うしろだ アユ）
演 - 蒔田彩珠（幼少期 : 岩本俐緒）
牛露田の娘で中学生。父が生活保護を受けていることでいじめられており、周囲に心を閉ざしている。自暴自棄の父に代わって家計を支えていた母が死去したのも今の苦しい生活も漫画のせいだと思っており、父の漫画を読むことさえも忌避していた。それを知った心に「父の漫画が嫌であれば、他の漫画を読んではどうか」と山縣留羽の漫画を勧められ、父の作品も含めた漫画への興味を持つようになる。その後、母と過ごしたころの記憶を思い出すことで母の本当の想いを知り、父と和解、父の作品を読破した。ある日、興都館ロビーで中田と出会った際、彼が落としたネームのノートを見て彼が漫画家だと知り、「デビューできても調子に乗らない方がいい」と自分なりにアドバイスを送り、また、中田の「ピーヴ遷移」コミックスの第1巻発売記念として行われたサイン会にも足を運んでいた。
後田 祥子（うしろだ しょうこ）
演 - 赤江珠緒
牛露田の亡き妻で、アユの母。

#### 瑛明社の関係者
見坊 我無（けんぼう がむ）
演 - 明和電機 土佐信道
『バイブス』のライバル誌である瑛明社『週刊エンペラー』の副編集長。嫌味なそぶりが多い。興都館で社外秘にされていた『コミックFLOW』の廃刊決定を、安井が担当していた漫画家・加藤了にリークし、両者の関係を破綻させた張本人。『バイブス』の看板作家のひとり・高畑一寸に接触して「本当に今後も描き続けたい作品なのか」と長期連載作家が抱える苦悩の隙間に囁き、『エンペラー』に移籍して新境地を拓いてはどうかと誘いをかけた。ただし、これらの言動は、『バイブス』編集部を窮地に立たせるためではなくあくまで『週刊エンペラー』の誌面を一層盛り上げたいが故のことである。
町山（まちやま）
演 - 永岡卓也
瑛明社の社員で『エンペラー』作品の営業を担当する。作家のサインを書店員に配布して機嫌をとったり自身の担当書籍を勝手に面陳列するなど調子がいい行動が多く、河をはじめとする陳列にこだわりを持つ書店員からは陳列をいじる行為を揶揄されて妖怪パタパタと呼ばれている。

#### その他
謎の爺
演 - 火野正平
久慈社長の人生の転機となった人物。久慈が高校進学断念や母の駆け落ちなどを経験して心が荒み、出身地で不良行為に明け暮れていたころ、久慈から恐喝されたところ逆に久慈を諭す。人間はそれぞれ生まれてくる境遇は違っても、誰でも一生のうちに平等な分の運を与えられ、足して引いてゼロになるようになっており、その運をどこで使うかが鍵だと語る。
作家
演 - 安斎肇
久慈社長が興都館の文芸編集部員だったころの担当作家。バーでの久慈との酒席中、久慈が自分の人生の転機となった謎の老人との出会いについて話すと、その老人は、人間が間違った道を歩みそうになると、時折人間の姿をして現れ、教え諭すという神だったのではないかと示唆する。
茅ヶ崎 ゆうな（ちがさき ゆうな）
演 - 滝口ひかり（drop）
「彼女にしたいアイドルナンバーワン」と称されるアイドル。実写映画「ガールの法則」で主演を務める。そのタイアップとして『週刊バイブス』のグラビア、単行本「ガールの法則」の表紙に登場する。
鈴木望（すずき のぞみ）
演 - 本人
7代目バイブスガール。表紙や巻頭グラビア、宣伝ポスターなどに水着姿で登場。
牧野莉佳（まきの りか）
演 - 本人
6代目バイブスガール。
ブックコメンテーター
演 - 市川真人
テレビ番組で「タンポポ鉄道」を紹介。
週刊バイブスファンの高校生
演 - 金子大地
中田の「ピーヴ遷移」コミックス第1巻発売記念サイン会では、先頭に並びサインをもらった。

### スタッフ
- 原作 - 松田奈緒子「重版出来！」（小学館刊）
- 特別協力 - 小学館
- 脚本 - 野木亜紀子
- 音楽 - 河野伸
- 主題歌 - ユニコーン「エコー」（キューンミュージック/ソニー・ミュージックレーベルズ）[53]
- 漫画監修 - おおつぼマキ、泉二健人
- 漫画協力 - 留守Key、のはら福、ひなた未夢、星丸ダイチ、痛みが丘サチコ、三嶋イソ、京果ツカサ、大滝晶子
- 編集者監修 - 株式会社Moss、株式会社アンジー
- 編成 - 磯山晶、中井芳彦、今井夏木
- プロデューサー - 那須田淳（TBS）、東仲恵吾（TBS）、八尾香澄（C&Iエンタテインメント）
- 演出 - 土井裕泰、福田亮介、塚原あゆ子
- 製作著作 - TBS

#### 劇中漫画
本ドラマの目玉として、登場する漫画の作画を実際のプロの漫画家が担当している。
劇中作品『ガールの法則（ショートヘアver.）』の連載第一話（18ページ）が『月刊！スピリッツ』2016年7月号に掲載された。同誌はドラマ原作『重版出来!』の連載掲載誌であり、スピンオフ読切として『重版出来!』と同時掲載となった。
劇中作品を単行本で読みたいとの声をうけ、各作画担当者の単行本に収録される。
| 作品名               | 作画担当                                            | 漫画家 役名 （キャスト）                 | 収録先 （発売日）                                 |
| -------------------- | --------------------------------------------------- | ---------------------------------------- | ------------------------------------------------- |
| ドラゴン急流         | ゆうきまさみ                                        | 三蔵山龍 （小日向文世）                  | 『白暮のクロニクル』9巻 （2016年8月30日）         |
| タンポポ鉄道         | 村上たかし                                          | 八丹カズオ （前野朋哉）                  | 『アキオ…』                                       |
| 黄昏ボンベイ         | のりつけ雅春                                        | 成田メロンヌ （要潤）                    | 『しあわせアフロ田中』4巻 （2016年8月30日）       |
| ツノひめさま         | 河合克敏                                            | 高畑一寸 （滝藤賢一）                    |                                                   |
| 東の賢者と西の銃     | 白川蟻ん                                            | キヌー （高月彩良）                      |                                                   |
| すうべにいる         | 松田奈緒子・おおつぼマキ                            | 古館市之進 （ティーチャ）                |                                                   |
| ピーヴ遷移           | 松田奈緒子（持ち込み原稿） ひなた未夢（新人賞原稿） | 中田伯 （永山絢斗）                      |                                                   |
| KICKS                | 田中モトユキ                                        | 大塚シュート （中川大志）                | 『BE BLUES!〜青になれ〜』24巻 （2016年8月18日）   |
| ガールの法則         | 白川蟻ん                                            | 原作: 根本明吾 漫画: 東江絹 （高月彩良） | 『月刊！スピリッツ』2016年7月号 （2016年5月27日） |
| タイムマシンにお願い | 藤子不二雄A                                         | 牛露田獏 （康すおん）                    |                                                   |
| 100万オトメバイブル  | いくえみ綾                                          | 山縣留羽 （内田淳子）                    |                                                   |
| 音の作法             | いくえみ綾                                          | 山縣留羽 （内田淳子）                    |                                                   |

### 放送日程
| 各話                                                                        | 放送日  | サブタイトル                                              | 演出       | 視聴率 |
| --------------------------------------------------------------------------- | ------- | --------------------------------------------------------- | ---------- | ------ |
| 第1話                                                                       | 4月12日 | 夢を描いて感動を売れ! 涙と勇気がわきだす新人編集者奮闘記! | 土井裕泰   | 9.2%   |
| 第2話                                                                       | 4月19日 | これが僕の仕事だ! 幽霊社員の本気の営業!                   | 土井裕泰   | 7.1%   |
| 第3話                                                                       | 4月26日 | 天才VSド新人編集! 先生の信頼を守りたい                    | 福田亮介   | 7.9%   |
| 第4話                                                                       | 5月03日 | 目指せ金の卵発掘! 新人ツブシに宣戦布告                    | 福田亮介   | 9.1%   |
| 第5話                                                                       | 5月10日 | 運を使いこなせ! なるかド下手新人デビュー                  | 土井裕泰   | 7.3%   |
| 第6話                                                                       | 5月17日 | 勝ち続ける仕事術…新人ツブシの秘密とは?                    | 塚原あゆ子 | 7.0%   |
| 第7話                                                                       | 5月24日 | 天才VS凡人…マンガの神様に愛されたい!                      | 塚原あゆ子 | 6.8%   |
| 第8話                                                                       | 5月31日 | 鬼編集長男泣き! 14歳の笑顔を取り戻せ!                     | 土井裕泰   | 7.8%   |
| 第9話                                                                       | 6月07日 | 好きです 突然、愛の告白…成るか!? 初連載!                  | 福田亮介   | 8.8%   |
| 最終話                                                                      | 6月14日 | 私は忘れない! 心が震える瞬間を…                           | 土井裕泰   | 8.9%   |
| 平均視聴率 8.0%（視聴率はビデオリサーチ調べ、関東地区・世帯・リアルタイム） |         |                                                           |            |        |

- 初回は15分拡大（22:00 - 23:09）。

### 受賞（テレビドラマ）
- 第4回コンフィデンスアワード・ドラマ賞 作品賞[58][59]
- 東京ドラマアウォード 2016[60]
  - 脚本賞（野木亜紀子）
  - 演出賞（土井裕泰、『コウノドリ』と合わせて）
- コンフィデンスアワード・ドラマ賞 年間大賞 2016[61]
  - 脚本賞（野木亜紀子、『逃げるは恥だが役に立つ』と合わせて）

| TBS系 火曜ドラマ                                     | TBS系 火曜ドラマ                      | TBS系 火曜ドラマ                                       |
| 前番組                                               | 番組名                                | 次番組                                                 |
| ---------------------------------------------------- | ------------------------------------- | ------------------------------------------------------ |
| ダメな私に恋してください （2016年1月12日 - 3月15日） | 重版出来! （2016年4月12日 - 6月14日） | せいせいするほど、愛してる （2016年7月12日 - 9月20日） |

### 韓国版
韓国でリメイクされ、SBSの金・土ドラマとして2022年7月29日から9月17日まで『今日のウェブトゥーン』のタイトルで放送された。